# Чёрный, Владимир Владимирович
Влади́мир Влади́мирович Чёрный (укр. олодимир Володимирович Чорний; 20 января 1996, Болград) — украинский военнослужащий, старший лейтенант, участник российско-украинской войны. Герой Украины (2022).

## Биография
В 2013 году окончил Одесский военный лицей с усиленной военно-физической подготовкой, а в 2017 году — факультет подготовки специалистов высокомобильных десантных войск и разведки Военной академии в Одессе.
Начал службу командиром взвода отдельного аэромобильного батальона имени старшего лейтенанта Ивана Зубкова. Позднее перевёлся в 25-ю Сичеславскую воздушно-десантную бригаду, где прошёл путь от командира парашютно-десантного взвода до командира роты.
По заявлению Офиса президента Украины, отличился во время обороны города Волноваха Донецкой области.

## Награды
- Звание «Герой Украины» с удостоением ордена «Золотая Звезда» (12 марта 2022) — за личное мужество и героизм, проявленные в защите государственного суверенитета и территориальной целостности Украины, верность военной присяге[2].
- Орден Богдана Хмельницкого III степени (8 марта 2022) — за личное мужество и высокий профессионализм, проявленные в защите государственного суверенитета и территориальной целостности Украины, верность военной присяге[3].